# مكتب مبعوث الأمين العام للشباب
مكتب مبعوث الأمين العام للشباب هو منصب تتجلى وظيفته في الدفاع وتلبية احتياجات وحقوق الشباب دوليا، بالإضافة إلى تقريب الأمم المتحدة منهم. يعد المكتب جزء من الأمانة العامة للأمم المتحدة ويدعم شراكات أصحاب المصلحة المتعددين المتعلقة بخطة العمل على نطاق منظومة الأمم المتحدة بشأن الشباب والمبادرات التطوعية الشبابية. يعمل المكتب أيضًا على تمكين الشباب وتعزيز قيادتهم على المستويات الوطنية والإقليمية والعالمية، بما في ذلك من خلال استكشاف وتشجيع آليات مشاركتهم في أعمال الأمم المتحدة وفي العمليات السياسية والاقتصادية مع التركيز بشكل خاص على الشباب الأكثر تهميشاً وضعفاً.